# Eliza Orzeszkowa
Eliza Orzeszkowa (6 juni 1841 – 18 mei 1910) was een Poolse schrijfster en wordt gezien als zeer belangrijk in het positivisme tijdens de Poolse Delingen. In 1905 werd ze samen met Henryk Sienkiewicz en Lev Tolstoy genomineerd voor een Nobelprijs voor Literatuur.

## Biografie
Orzeszkowa werd geboren in de adellijke Pawłowski-familie in Milkowszczyzna, en stierf in Grodno (nu in Wit-Rusland). Toen ze 16 was trouwde ze met Piotr Orzeszko, een Poolse edelman die twee keer zo oud was als zijzelf en die naar Siberië verbannen werd na de Januariopstand van 1863. Ze scheidden wettelijk in 1869. In 1894 trouwde ze na een relatie van 30 jaar met Stanisław Nahorski, die enkele jaren later overleed.
Orzeszkowa schreef een serie van 30 romans en 120 sketches, drama's en novelles, die gaan over de sociale situatie in haar bezette land. Haar roman Eli Makower (1875) beschrijft de relatie tussen de Joden en de Poolse adel; en Meir Ezofowicz (1878), het conflict tussen joods-orthodoxisme en het moderne liberalisme. In 1888 schreef Orzeszkowa twee romans over de rivier Niemen (die nu deel uitmaakt van Wit-Rusland): Cham dat zich afspeelt rond het leven van een visser; en haar meest bekende roman, Nad Niemnem (Op de Niemen) – dat vaak vergeleken wordt met Pan Tadeusz – dat gaat over de Poolse aristocratie tegen de achtergrond van politieke en sociale orde. Haar onderzoek naar patriottisme en kosmopolitisme verscheen in 1880. Een complete versie van haar werken werd tussen 1884 en 1888 uitgegeven in Warschau. Veel van haar werk is ook in het Duits beschikbaar.
In 1905 werd ze samen met Henryk Sienkiewicz en Lev Tolstoy, genomineerd voor de Nobelprijs voor Literatuur. De prijs ging uiteindelijk naar Sienkiewicz. Volgens officiële documenten van het Nobelprijscomité, werd het idee van het verdelen van de prijs afgekeurd als minachting. Daarom kreeg alleen Sienkiewicz de prijs toebedeeld.

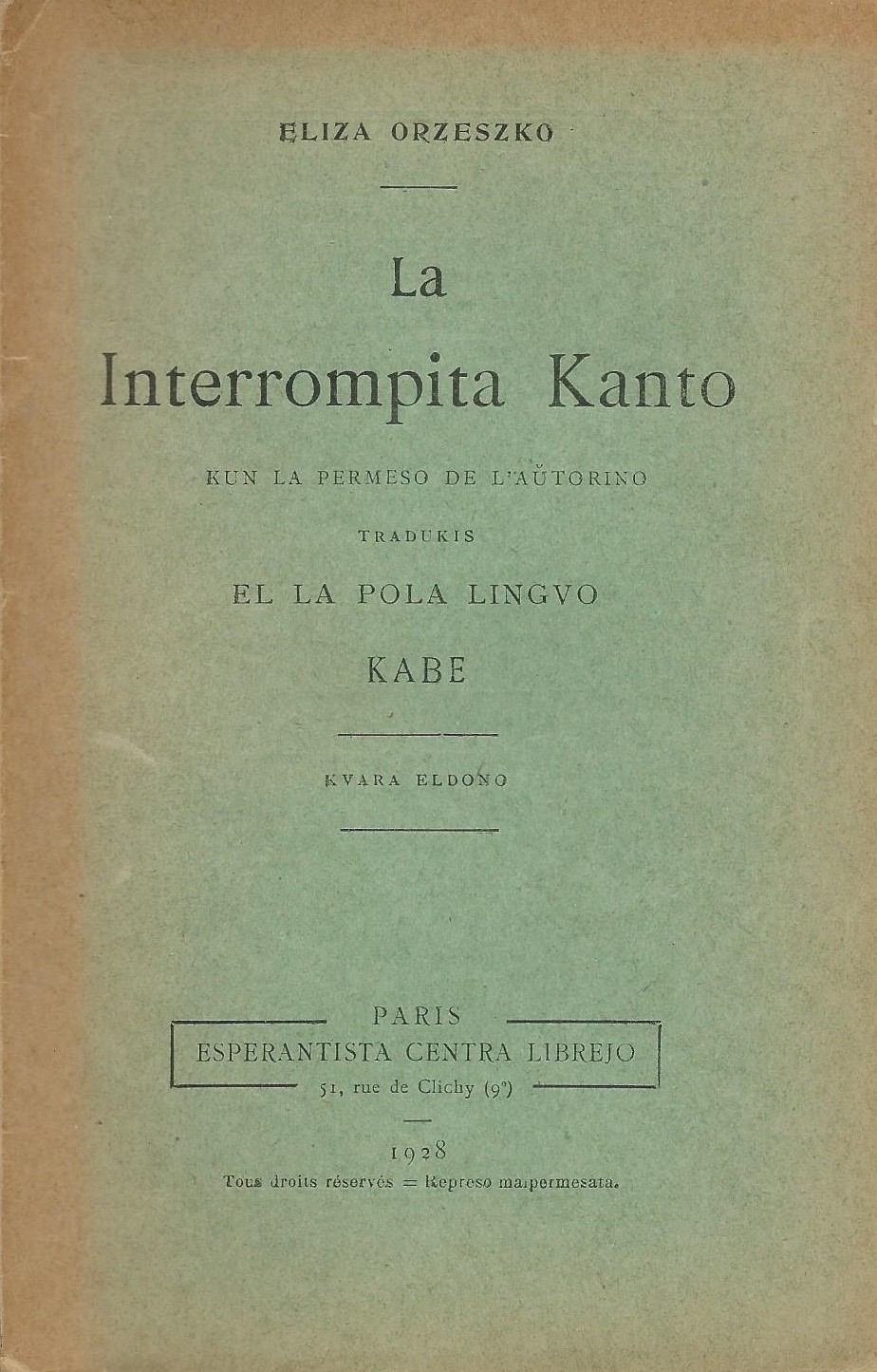
Werk van Orzeszkowa vertaald in Esperanto.

## Geselecteerde werken
- Obrazek z lat głodowych 1866
- Ostatnia miłość, 1868
- Z życia realisty, 1868
- Na prowincji, 1870
- W klatce, 1870
- Cnotliwi, 1871
- Pamiętnik Wacławy, 1871
- Pan Graba, 1872
- Na dnie sumienia, 1873
- Marta, 1873
- Eli Makower, 1875
- Rodzina Brochwiczów, 1876
- Pompalińscy, 1876
- Maria, 1877
- Meir Ezofowicz, 1878
- Z różnych sfer, 1879–1882
- Widma, 1881
- Sylwek Cmentarnik, 1881
- Zygmunt Ławicz i jego koledzy, 1881
- Bańka mydlana, 1882–1883
- Pierwotni, 1883
- Niziny, 1885
- Dziurdziowie, 1885
- Mirtala, 1886
- Nad Niemnem (Op de Niemen), 1888
- Cham (The Boor), 1888
- Panna Antonina (verzameling van romans), 1888
- W zimowy wieczór (verzameling van romans), 1888
- Czciciel potęgi, 1891
- Jędza, 1891
- Bene nati, 1891
- Westalka, 1891
- Dwa bieguny, 1893
- Melancholicy, 1896
- Australczyk, 1896
- Iskry (verzameling van romans), 1898
- Argonauci (The Argonauts), 1900
- Ad astra. Dwugłos, 1904
- I pieśń niech zapłacze, 1904
- Gloria victis (verzameling van novelles), 1910

Journalisme voor sociale gelijkheid
- Kilka słów o kobietach (Over vrouwen), 1870
- Patriotyzm i kosmopolityzm, 1880
- O Żydach i kwestii żydowskiej, 1882

## Museum
Het Huismuseum Eliza Orzeszkowa staat in Grodno, Wit-Rusland.
- Bibsys: 90204563
- Biblioteca Nacional de España: XX1124268
- Bibliothèque nationale de France: cb12221851j (data)
- Catàleg d'autoritats de noms i títols de Catalunya: 981058618436706706
- CiNii: DA03051857
- Gemeinsame Normdatei: 118736639
- International Standard Name Identifier: 0000 0000 8343 2589
- Library of Congress Control Number: n83025846
- Nationale Bibliotheek van Letland: 000206987
- Bibliotheek van het Japanse parlement: 00524923
- Nationale Bibliotheek van Tsjechië: jn20000604287
- Nationale bibliotheek van Australië: 35788978
- Nationale Bibliotheek van Israël: 987007266257805171
- Nationale Bibliotheek van Polen: a0000001181243
- Nationale en Universitaire bibliotheek Zagreb: 000181435
- Nederlandse Thesaurus van Auteursnamen: 070380678
- Réseau des bibliothèques de Suisse occidentale: 02-A000126240
- LIBRIS: 81910
- Système universitaire de documentation: 030894174
- Trove: 1088492
- Virtual International Authority File: 44349228
- WorldCat: E39PBJg4rmD6BFTxgvJgTpDTHC